# Madicken (bok)
Madicken är den första boken i bokserien Madicken av Astrid Lindgren, och utkom första gången 1960. Boken filmatiserades som en TV-serie på sex avsnitt 1979.

## Detaljerat referat
Margareta "Madicken" Engström, 7 år, bor på gården Junibacken alldeles intill en å med sin 5-åriga lillasyster Lisabet (egentligen Elisabet), mamma Kajsa och pappa socialisten och tidningen Arbetets Härold's redaktör Jonas Engström, och familjens tjänsteflicka Alva, som inte är gift men svärmar lite för sotaren, som dock är gift och har 5 barn.
Systrarna Madicken och Lisabet leker och hittar på allehanda äventyr hemma i trädgården på Junibacken, och får för sig en sommardag, när Linus-Ida, en tant som kommer till Junibacken för att hjälpa till med tvätt och städning, tvättat i ån, att leka "Moses i vassen", som håller på att sluta illa. Den religiöst anfäktade Linus-Ida berättar historier ur Bibeln, sjunger sånger och spelar gitarr för barnen. Madicken tillbringar mycket tid hos familjen Nilsson, som bor på granngården Lugnet, kanske för att hon är lite förälskad i deras 15-årige flygplansintresserade son Abbe, som bakar kringlor tant Emma Nilsson säljer på torget för att tjäna pengar, men farbror Emil P. Nilsson som är alkoholist gör inte mycket annat än att tömma glaset.
Det är dags för Madicken att börja skolan. Madicken påstår att en klasskamrat som heter Rickard (som dock inte finns på riktigt) lär henne slagdängor mamma Kajsa inte tycker om att höra, kastar hennes galoscher i ån, spiller bläck på hennes klänning och slår sönder hennes griffeltavla (vilket egentligen hon själv gjort).
När Madicken berättar att klassen ska åka på skolutflykt med tåg och matsäck till ett berg för att se på utsikten, blir Lisabet avundsjuk som inte får följa med. Madicken bestämmer sig för att ta med sin lillasyster på en egen utflykt upp till vedbodtaket, med en korg med godsaker mamma lagar åt dem. Madicken, som hört Abbe berätta om piloter som hoppar ned från flygmaskiner med "paraply" (som i själva verket syftar på fallskärm) i "kriget", då första världskriget som pågår vid denna tid, får för sig att prova på det, lånar pappa Jonas paraply och hoppar ned från vedbodtaket, och närapå slår ihjäl sig, men lyckligtvis överlever hon med en hjärnskakning, som tvingar henne att vara sängliggande minst tre dagar. Genom ett mirakel blir den planerade skolutflykten uppskjuten till dagen Madicken är frisk igen.
Varje torsdag äts ärtsoppa på Junibacken, men som tur är pillar Lisabet inte in en ärta i näsan varje torsdag, men när hon gjort det, är det så ordentligt att det bara är att promenera till doktor Berglund för att pilla ut den, innan det växer ut en luktärt.
Inför julen skuras varenda vrå, och en julgran måste införskaffas och all mat förberedas av Alva, även sparvarna får julkärvar att kalasa på av pappa. Alla ska känna att det är jul, också Linus-Ida och Nilssons, det ska Madicken se till. En dag när Madicken är sjuk, går Alva ut på stan för att julhandla med Lisabet, som plötsligt försvinner in i skogen tjuvåkande på medarna längst bak på en släde.
Handlingen fortsätter i den följande boken Madicken och Junibackens Pims.